# Châtillon, Rhône
Châtillon, cũng viết là Châtillon-d'Azergues, là một xã thuộc tỉnh Rhône trong vùng Auvergne-Rhône-Alpes phía đông nước Pháp. Xã này nằm ở khu vực có độ cao trung bình 216 mét trên mực nước biển.